# 2-メチル-6-ニトロ安息香酸無水物
2-メチル-6-ニトロ安息香酸無水物（2-メチル-6-ニトロあんそくこうさんむすいぶつ、2-methyl-6-nitrobenzoic anhydride 略称：MNBA）とは、2-メチル-6-ニトロ安息香酸が分子間で脱水縮合した構造をもった化合物であり、椎名試薬とも呼ばれる縮合剤である。
2002年、椎名勇らが開発した。穏やかな条件下で脱水縮合反応を進行させることができるため、13,000件以上の使用例が報告されている。

## 概要
ヒドロキシカルボン酸から分子内閉環にて中・大員環ラクトンを形成する合成反応（椎名ラクトン化反応）に用いられる。反応は室温で塩基性および中性条件下で進行する。マクロラクトン化だけでなく、エステル化やアミド化にも利用可能。